# Sadou Boukari
Sadou Boukari, né le 15 janvier 1966 à Atakpamé, est un footballeur togolais. Il était  attaquant. Son fils, Razak Boukari, est également international togolais, et joue actuellement à LB Châteauroux

## Biographie
Sélectionné régulièrement en équipe togolaise, Sadou Boukari rate un pénalty lors d'un match qualificatif pour la Coupe d'Afrique des nations. Privé de visa par son pays, il doit attendre un an pour retourner en France et à Châteauroux.

## Palmarès
- Champion de France de National : 1994